# Небезпечний загін
Небезпечний загін (англ. Danger Force) — американський комедійний телесеріал, розроблений Крістофером Новаком. Прем'єра серіалу у США відбулася 28 березня 2020 року на телеканалі Nickelodeon. В Україні прем'єра відбулася 01 червня 2023 року на Nickelodeon Ukraine. Українською мовою серіал озвучено у 2023 році.

## Сюжет
Минуло три тижні з того часу, як Капітан Чел і Небезпечний Малий перемогли Дрекса. Тепер, коли Генрі працює в Дистопії, Капітан Чел і Швоз відкривають академію обдарованих, де першими учнями стають Чапа, Майлз, Міка та Боус — діти, які зазнали впливу енергії зброї Омега та набули надздібності. Ці діти об'єдналися та назвали свою команду «Небезпечний загін». Перше, що мають засвоїти майбутні супергерої – це брехня. Талановитий і досвідчений у цій справі Швоз вчить дітей, як керувати новонабутою силою і при цьому приховувати свою таємну особистість.
Небезпечний загін прагне вступити в бій і боротися зі злочинцями, але Капітан Чел стверджує, що в Холмогорську трапилася «кримінальна посуха» — всі лиходії причаїлися, життя в місті спокійне і безпечне. Проте хлопці з'ясовують, що їхній ватажок дурить. Обурені цим фактом вони не розуміють, що Капітан оберігає їх від небезпек, адже діти не освоїли свої здібності, не вміють керувати ними та користуватися повною мірою. Учні усвідомлюють це пізніше, коли телепортувавшись у в'язницю спробували битися з поганими хлопцями. Але натомість випускають небезпечних злочинців на волю. У Капітана Чела з'являться нові помічники Чапа, Міка, Боус та Майлз. Кожен з них має суперздатність. Здібності вони отримали випадково, і тепер їм належить стати справжніми супергероями.

## Актори
- Рей Манчестер/ Капітан Мен (Купер Барнс) — невразливий супергерой-резидент Свелвью. Він тренує Небезпечну Силу, щоб у майбутньому діти стали супергероями.

- Швоз' (Майкл Д. Коуен]) — винахідник, який постачає Капітана Мена і Небезпечну Силу різними чудовими пристосуваннями.

- Чапа (Аван Флорес) — дівчинка, яка має здатність до електрокінезу. Її супергеройське ім'я — Вольт.

- Майлз (Терренс Літтл Гарденхай) — брат Мікі, який має здатність до телепортації. Його супергеройське ім'я — Спритний.

- Міка (Дана Хіт) — сестра Майлза, яка має здатність до пронизливого крику. Її супергеройське ім'я — Голосна.

- Боус (Лука Лухан) — пасинок віце-мера Вілларда, має здатність до телекінезу. Його супергеройське ім'я — Брейншторм.

## Епізоди
| Сезон | Епізоди | Епізоди | Оригінальний показ | Оригінальний показ |
| Сезон | Епізоди | Епізоди | Перший показ       | Останній показ     |
| ----- | ------- | ------- | ------------------ | ------------------ |
| 1     | 26      | 26      | 28 березня 2020    | 17 липня 2021      |
| 2     | 25      | 25      | 23 жовтня 2021     | 7 липня 2022       |
| 3     | 12      | 12      | 20 квітня 2023     | 21 лютого 2024     |